# ويلبر سميث
ويلبر سميث (بالإنجليزية: Wilbur Smith)‏ (9 يناير 1933، كابوي في زامبيا)؛ رياضياتي، كاتب سيناريو، كاتب وروائي زامبي.

## روابط خارجية
- ويلبر سميث على موقع IMDb (الإنجليزية)
- ويلبر سميث على موقع ميوزك برينز (الإنجليزية)
- ويلبر سميث على موقع قاعدة بيانات الفيلم (الإنجليزية)